# آلفونسو ده ایرواریزاگا
آلفونسو ده ایرواریزاگا (اسپانیایی: Alfonso de Iruarrizaga‎؛ زادهٔ ۲۲ اوت ۱۹۵۷) تیرانداز اهل شیلی بود.